# Flammerans
Flammerans település Franciaországban, Côte-d’Or megyében. Lakosainak száma 453 fő (2022. január 1.). Flammerans Vielverge, Poncey-lès-Athée, Soissons-sur-Nacey, Auxonne, Lamarche-sur-Saône, Peintre és Pointre községekkel határos.

## Népesség
A település népességének változása:
| Lakosok száma | 303  | 322  | 335  | 392  | 418  | 422  | 428  | 436  | 450  | 453  |
|               | 1968 | 1982 | 1999 | 2006 | 2012 | 2015 | 2017 | 2018 | 2020 | 2022 |